# Octobre 1969

## Évènements
- 5 octobre (Formule 1) : Grand Prix automobile des États-Unis.

- 12 octobre : le maire de Montréal, Jean Drapeau, fait adopter un règlement antimanifestation. Le projet de loi, rebaptisé « loi pour promouvoir l’enseignement de la langue française au Québec » après des débats houleux à l’assemblée, est finalement adopté après de nombreuses modifications.

- 14 octobre : Olof Palme, Premier ministre social démocrate en Suède (fin en 1976). La social-démocratie se radicalise, tant en politique intérieure (intervention plus grande de l’État dans l’économie), qu’en politique extérieure (prise de distance à l’égard des États-Unis).

- 15 octobre : 
  - Assassinat du président somalien Abdirashid Ali Shermarke.
  - Viêt Nam Moratorium Day. Deux millions de personnes manifestent contre la guerre du Viêt Nam dans tous les États-Unis.

- 16 octobre, France [1] : Marcel Boiteux, Directeur général d’EDF, annonce lors de l'inauguration de la Centrale nucléaire de Saint-Laurent, l’abandon de la filière nucléaire française (graphite gaz) pour l'américaine PWR (Pressurized Water Reactor), décidée par Georges Pompidou.

- 19 octobre :
  - France : consécration de l'Église Saint-Joseph travailleur d'Avignon, église moderne construite de 1967 à 1969 par l'architecte français Guillaume Gillet, dans la périphérie sud de la ville.
  - Formule 1 : Grand Prix automobile du Mexique.

- 21 octobre : 
  - Putsch militaire qui porte au pouvoir le général Siad Barre en Somalie et proclamation de la République démocratique somalie. Siad Barre veut engager la Somalie sur la voie du socialisme « scientifique ». Proche de l’Union soviétique, le gouvernement somalien lui offre des facilités navales dans le port de Berbera.
  - Élection de Willy Brandt au poste de Chancelier fédéral en Allemagne.
- 22 octobre, Lancement de la datsun 240z.
- 23 octobre, Canada : dépôt du projet de loi (« bill 63 »), qui donne le choix aux parents de la langue dans laquelle l’enseignement sera donné à leurs enfants. Tollé dans la population québécoise.

- 26 octobre : le Front commun du Québec français exige que l’Assemblée nationale proclame l’unilinguisme français à tous les niveaux. Le Québec connaît de nombreuses manifestations contre le principe qui sous-tend le projet de loi, à savoir l’égalité implicite de l’anglais et du français au Québec).

- 28 octobre : l’opposition libérale demande au gouvernement du Québec de Jean-Jacques Bertrand de surseoir immédiatement à l’adoption du principe du « bill 63 ».

- 29 octobre[2] : remaniement ministériel en Espagne. Les technocrates triomphent.

- 30 octobre : Emílio Garrastazu Médici, président du Brésil.

- 31 octobre : le Front commun du Québec français organise une manifestation devant le parlement de Québec. Pour la première fois depuis la fondation du regroupement, la violence éclate et la police intervient.

## Naissances
- 3 octobre : Gwen Stefani, chanteuse américaine.
- 8 octobre : Dylan Neal, acteur et producteur canadien.
- 9 octobre :
  - PJ Harvey, chanteuse anglaise.
  - Laurent Mariotte, animateur de télévision, de radio et chroniqueur culinaire français.
- 16 octobre : Elsa Zylberstein, actrice française.
- 17 octobre : Rick Mercer, humoriste.
- 18 octobre : Pascal Soetens, animateur de télévision français.
- 19 octobre : Pedro Castillo, syndicaliste et homme politique péruvien.
- 22 octobre : 
  - Paulão, joueur de football angolais († 17 août 2021).
  - Moetai Brotherson, homme politique français.
- 24 octobre : Omar Alghabra, homme politique fédéral.
- 26 octobre : Robert Maillet, catcheur et acteur canadien.
- 27 octobre : Philippe J. à Sisteron
- 28 octobre : Ben Harper, guitariste, auteur, compositeur et chanteur américain.

## Décès
- 7 octobre : Léon Scieur, coureur cycliste belge (° 19 mars 1888).
- 8 octobre : Eduardo Ciannelli, acteur et chanteur italien (° 30 août 1888).
- 12 octobre :
  - Sonja Henie, patineuse artistique et actrice norvégienne.
  - Serge Poliakoff, peintre français d'origine russe (° 8 janvier 1900).
- 21 octobre :
  - Jack Kerouac (Jean-Louis Kerouac), écrivain américain.
  - Waclaw Sierpinski, mathématicien polonais (° 1882).